# 2,5-二(4-叔丁基苯基)-1,3,4-𫫇二唑
2,5-二(4-叔丁基苯基)-1,3,4-𫫇二唑是一种有机化合物，化学式为C22H26N2O。它可由1,2-二(4-叔丁基苯甲酰基)肼和五氧化二磷或三氯氧磷反应制得。它和三氯化铱三水合物反应，可以得到配合物(C22H25N2O)4Ir2Cl2。